# فرودگاه صحرایی مور
فرودگاه صحرایی مور (به انگلیسی: Moore Army Airfield) یک فرودگاه با کد یاتا AYE است که یک باند فرود آسفالت دارد و طول باند آن ۱۴۱۵ متر است. این فرودگاه در کشور ایالات متحده آمریکا قرار دارد و در ارتفاع ۷۸ متری از سطح دریا واقع شده‌است.